# Línea Naranja (Metro de Washington)
La Línea Naranja del Metro de Washington consiste de 26 estaciones desde Vienna/Fairfax-GMU a New Carrollton. Sus estaciones encuentran en el condado de Fairfax y Arlington, Virginia, el Distrito de Columbia, y el condado de Prince George, Maryland. La mitad de las estaciones de la línea son compartidas con la Línea Azul, y más de dos tercios serán compartidas con la línea Plata.
La línea Naranja necesita  30 trenses (9 de ocho vagones y 21 vagones, de un total de 198 vagones) para operar a capacidad.

## Estaciones
Lista de estaciones, de oeste a este:
| Estación                 | Código | Apertura | Terreno                     | Otras líneas de Metro                             |
| ------------------------ | ------ | -------- | --------------------------- | ------------------------------------------------- |
| Vienna/Fairfax–GMU       | K08    | 1986     | superficie; mediana de I-66 |                                                   |
| Dunn Loring–Merrifield   | K07    | 1986     | superficie; mediana de I-66 |                                                   |
| West Falls Church–VT/UVA | K06    | 1986     | superficie; mediana de I-66 |                                                   |
| East Falls Church        | K05    | 1986     | superficie; mediana de I-66 | Línea Plata                                       |
| Ballston–MU              | K04    | 1979     | subterráneo                 | Línea Plata                                       |
| Virginia Square–GMU      | K03    | 1979     | subterráneo                 | Línea Plata                                       |
| Clarendon                | K02    | 1979     | subterráneo                 | Línea Plata                                       |
| Court House              | K01    | 1979     | subterráneo                 | Línea Plata                                       |
| Rosslyn                  | C05    | 1977     | subterráneo                 | Línea Azul Línea Plata                            |
| Foggy Bottom–GWU         | C04    | 1977     | subterráneo                 | Línea Azul Línea Plata                            |
| Farragut West            | C03    | 1977     | subterráneo                 | Línea Azul Línea Plata                            |
| McPherson Square         | C02    | 1977     | subterráneo                 | Línea Azul Línea Plata                            |
| Metro Center             | C01    | 1977     | subterráneo                 | Línea Azul Línea Plata Línea Roja                 |
| Federal Triangle         | D01    | 1977     | subterráneo                 | Línea Azul Línea Plata                            |
| Smithsonian              | D02    | 1977     | subterráneo                 | Línea Azul Línea Plata                            |
| L'Enfant Plaza           | D03    | 1977     | subterráneo                 | Línea Azul Línea Plata Línea Amarilla Línea Verde |
| Federal Triangle         | D04    | 1977     | subterráneo                 | Línea Azul Línea Plata                            |
| Capitol South            | D05    | 1977     | subterráneo                 | Línea Azul Línea Plata                            |
| Eastern Market           | D06    | 1977     | subterráneo                 | Línea Azul Línea Plata                            |
| Potomac Ave              | D07    | 1977     | subterráneo                 | Línea Azul Línea Plata                            |
| Stadium–Armory           | D08    | 1977     | subterráneo                 | Línea Azul Línea Plata                            |
| Minnesota Ave            | D09    | 1978     | superficie                  |                                                   |
| Deanwood                 | D10    | 1978     | superficie                  |                                                   |
| Cheverly                 | D11    | 1978     | superficie                  |                                                   |
| Landover                 | D12    | 1978     | superficie                  |                                                   |
| New Carrollton           | D13    | 1978     | superficie                  |                                                   |